# 范長
范長（？—？），扶南國王，活躍時間大約於東漢年間。其父為扶南王范蔓，有一兄金生，及表兄范旃。
其父范蔓早期為扶南王混盤況及其子混盤盤之大將，混盤況九十多歲死後立混盤盤為王，但每有國家大事均委託范蔓辦理。到混盤盤登基三年死後，扶南國國人推舉范蔓爲王。
有一次范蔓征伐金鄰時染患，派遣范金生代為出征。亦因此事當時為二千人將領、范長之表兄范旃謀朝篡位，奪去范蔓的王權，另派人詐騙范金生並將其殺害。
范蔓死時范長仍是嬰孩並流落民間，直至范長二十歲結集扶南壯士將范旃殺死。但最後范長亦被范旃之大將范尋殺死，並自立為王。